# Zajtjik
Zajtjik (russisk: Зайчик) er en sovjetisk spillefilm fra 1964 af Leonid Bykov.

## Medvirkende
- Leonid Bykov som Lev Zajtjik
- Olga Krasina som Natasja
- Igor Gorbatjov som Sjabasjnikov
- Sergej Filippov
- Georgij Vitsin